# 絕對！Part2
《絕對！Part2》（日语：絶対！Part2）是日本女藝人早坂好惠的出道首張單曲。1990年10月24日由Pony Canyon發行。

## 解說
標題曲「絕對！Part2」是富士電視台電視動畫《亂馬1/2 熱鬥篇》選用的第3代片尾主題曲，使用時間從1990年10月5日（第46話）至1991年3月29日（第69話）為止。後來，1992年10月21日發行的動畫CD原聲帶《亂馬1/2 格鬥歌牌》收錄了角色歌曲的翻唱版本，由天道霞的聲優井上喜久子主唱。歌曲整首則是使用了莫扎特「第13號小夜曲」的曲調進行編曲。
該歌曲後來有收錄在原唱者早坂的首張專輯和精選專輯《早坂好惠 Best》，但是收錄時則是把「Part2」的名稱給刪除。

## 收錄歌曲
所有歌曲都由及川眠子作詞，松本俊明作曲，鷺巢詩郎編曲。
1. 絕對！Part2（！Part2）
  - 富士電視台電視動畫《亂馬1/2 熱鬥篇》片頭主題曲